# Orson Bean
Orson Bean (n. Dallas Frederick Burrows; n. 22 iulie 1928, Burlington, Vermont, SUA – d. 7 februarie 2020, Venice⁠(d), California, SUA) a fost un actor american de film, comediant, scriitor și producător. A fost prezentator și un „element principal al scenei teatrului mic din Los Angeles”. A apărut frecvent la mai multe emisiuni de jocuri televizate din anii 1960 până în anii 1980 și a fost un panelist în cadrul emisiunii de jocuri de televiziune To Tell the Truth. Johnny Carson îl numea „un povestitor prin excelență”; Bean a fost invitat în emisiunea The Tonight Show de peste 200 de ori.